# Wapakoneta (Ohio)
Wapakoneta város Auglaize megyében, melynek egyben székhelye is Ohio államban, az Amerikai Egyesült Államokban.

## Demográfiai adatok
A 2000-es népszámlálási adatok szerint Wapakoneta lakónépessége 9474 fő, a háztartások száma 3803 és a családok száma pedig 2540. A város népsűrűsége 646,3 fő/km². A településen 4057 lakás van, minden km²-re 276,8 lakás jut. A város lakónépességének 97,96% fehér ember, 0,19%-a afroamerikai, 0,26%-a indián, 0,39%-a ázsiai, 0,05%-a óceániai, 0,37%-a egyéb és 0,77%-a két vagy több rasszba tartozik.
A népesség 0,87%-a spanyol vagy latin rasszba tartozik.

## Testvértelepülések
- Lengerich,  Németország

## A város híres szülöttei
- Neil Armstrong, az első ember a Holdon
- Dudley Nichols, Oscar-díjas forgatókönyvíró
- Jennifer Crusie, romantikus regényíró
- Kent Boyd, A So You Think You Can Dance (Táncolj, ha tudsz!) 7. évadának második helyezettje
- Robert Vogel

## Fordítás
Ez a szócikk részben vagy egészben  a   Wapakoneta, Ohio című angol Wikipédia-szócikk ezen változatának fordításán alapul.  Az eredeti cikk szerkesztőit annak laptörténete sorolja fel. Ez a jelzés csupán a megfogalmazás eredetét és a szerzői jogokat jelzi, nem szolgál a cikkben szereplő információk forrásmegjelöléseként.